# Amanda Bäverhag
Amanda Ebba Linnea Bäverhag, född den 12 november 1999, är en tidigare elitdomare i bandy, spelare och arbetar nu på Svenska Bandyförbundet som domarambassadör. År 2021 var hon en av 12 kvinnliga domare i svensk bandy.
Amanda Bäverhag startade sin spelarkarriär i IFK Kungälv för att rätt snabbt byta klubb till Surte BK/ Kareby IS (nu kallat KS Bandy) för att spela med tjejer. Säsong 2016/2017 var hon med i Kareby IS trupp som vann SM-Guld men Amanda spelade inte finalen. I KS Bandy stannade hon till 2019 då hon istället valde att satsa fullt på karriären som domare. Detta på grund av att KS Bandy gick upp i elitserien säsongen 2018/2019 och Amanda fick inte döma och spela i samma serie. 
Domarkarriären varade mellan 2015 och 2020. Där hon började att döma i och med Damdomarprojektet som var under World cup F17 säsong 2015/2016. Som domare hann hon med att döma Dam-SM-finalen 2019, Dam-VM 2018 i Kina, F17 SM-finalen 2018 som huvuddomare, 3 World cup Women (2017, 2018, 2019), F17 VM, 2019 i Varkaus, Finland.[källa behövs] Hon var även med och skulle döma Dam-VM 2019 i Oslo, men fick hjärnskakning innan första matchen. 
Varför hon avslutade domarkarriären är inte klarlagt.[källa behövs] Men i januari 2020 skrev hon som första spelare kontrakt med IFK Vänersborgs ny-uppstartade damlag för att spela med dem säsongen 2020/2021. På grund av Covid-19 blev det däremot inget seriespel. Hon var även med i truppen säsong 2021-2022 men verkar inte ha spelat några matcher sedan november 2021.[källa behövs]
Den 16 augusti 2021 anställdes hon hos Svenska Bandyförbundet som domarambassadör. Hennes uppdrag var att ansvara för det "operativa arbetet kring domartillsättningar, administration och kontakter med distriktens domaransvariga".